# یو سو بین
یو سو بین (کره‌ای: 유수빈؛ زادهٔ ۶ نوامبر ۱۹۹۲) بازیگر اهل کره جنوبی است او بیشتر بخاطر ایفای نقش در مجموعه‌های تلویزیونی سقوط بر روی تو و استارت آپ شناخته می‌شود.

## حرفه
یو سو بین اولین بازی درام تلویزیونی خود را در دفترچه زندان انجام داد، در نقش یانگ جونگ سوک که در داستان پیش‌زمینهٔ شخصیت جونگ هه این قرار داشت. دفترچه زندان کارگردانی شده توسط شین وون هو است که کارگردان سریال پاسخ به ۱۹۸۸ نیز بود.
در سال ۲۰۱۹، او نقش مکمل اصلی در فیلم کوتاه هدیه داشت. با این حال، نقش او به عنوان یک سرباز کره شمالی در مجموعه سقوط بر روی تو بود که تأثیر شگرفی داشت. او علاوه بر شخصیت سرگرم‌کننده‌اش، از طرف پناهندگان کره شمالی که تحت تأثیر لهجه‌اش قرار گرفته بودند، تمجید زیادی دریافت کرد.

## فیلم‌شناسی

### فیلم
| سال  | عنوان                    | نقش               |
| ---- | ------------------------ | ----------------- |
| ۲۰۱۶ | تماس پرده                | پلیس              |
| ۲۰۱۷ | تعقیب                    | گانگستر ۱         |
| ۲۰۱۷ | همراه با خدایان: دو جهان | سرباز پست گارد ۲  |
| ۲۰۱۹ | خروج                     | یونگ سو           |
| ۲۰۱۹ | هدیه                     | یو یونگ بوک       |
| ۲۰۱۹ | تغییرناپذیر              | شین ها جین (جوان) |

### مجموعه تلویزیونی
| سال     | عنوان               | نقش                           | توضیحات                    | منبع  |
| ------- | ------------------- | ----------------------------- | -------------------------- | ----- |
| ۲۰۱۷    | دفترچه زندان        | یانگ جونگ سوک                 |                            |       |
| ۲۰۱۸    | زندگی کن            | ها دو شیک                     |                            |       |
| ۲۰۱۸    | خداحافظ به خداحافظی | وو نام شیک                    |                            | [ ۲ ] |
| ۲۰۱۸    | کارآگاه روح         | کانگ اون جونگ                 |                            | [ ۳ ] |
| ۲۰۱۹    | خیلی قانونی         | کیم بیونگ ته                  |                            |       |
| ۲۰۱۹    | بازرس ویژه کار      | بک وون مان                    |                            | [ ۴ ] |
| ۲۰۱۹    | درامای ویژه کی‌بی‌اس  | سونگ هیون ته                  | قسمت: «خرابی ماشین»        |       |
| ۲۰۱۹–۲۰ | سقوط بر روی تو      | کیم جو موک                    |                            |       |
| ۲۰۲۰    | استارت آپ           | لی چول سان                    |                            | [ ۵ ] |
| ۲۰۲۰    | درامای ویژه کی‌بی‌اس  | کیم جو موک                    | قسمت: «دلایل اعتراف نکردن» |       |
| ۲۰۲۱    | گمشده               | سو جو                         |                            | [ ۶ ] |
| ۲۰۲۲    | دهن لق              | همسایه پارک چان هو و گو می هو | حضور افتخاری (قسمت ۲)      | [ ۷ ] |

### مجموعه اینترنتی
| سال  | عنوان         | نقش                                 | توضیحات                                  | منابع |
| ---- | ------------- | ----------------------------------- | ---------------------------------------- | ----- |
| ۲۰۲۱ | Blue Birthday | دانش آموز سال‌آخری در دبیرستان سویون | مهمان در قسمت: «روزهای عادی هیجان انگیز» |       |
| ۲۰۲۲ | مارکت بتنی    | چول مین                             |                                          | [ ۸ ] |

### برنامه تلویزیونی
| سال       | عنوان         | نقش          | توضیحات      | منبع  |
| --------- | ------------- | ------------ | ------------ | ----- |
| ۲۰۲۱–۲۰۲۲ | استاد در خانه | عضو بازیگران | قسمت ۱۸۰–۲۱۵ | [ ۹ ] |